# Alexander Campbell (2e graaf van Marchmont)
Alexander Campbell, vanaf 1724 tweede graaf van Marchmont (1675 – Londen, 27 februari 1740), was een Brits politicus en diplomaat.
Hij was een zoon van Patrick Hume, 1e graaf van Marchmont, en Grizel, dochter van Thomas Ker. Hij bracht zijn jeugd door in Nederland, waar zijn familie in ballingschap woonde. Hij studeerde rechten in Utrecht en werd op 25 juli 1696 toegelaten tot de Faculty of Advocates.
Op 29 juli 1697 trouwde hij met Margaret, dochter en erfgename van George Campbell uit Cessnock. Daaropvolgend werd hij geridderd als Alexander Campbell uit Cessnock. In oktober 1706 nam hij deel aan het laatste Schotse parlement voor Berwickshire. Campbell was een onvermoeibaar voorstander van de Unie met Engeland.
Hij ging in 1712 naar Hannover, waar hij in contact trad met de keurvorst. Op die manier wist hij het vooroordeel dat in Engeland leefde, dat de keurvorst van Hanover onverschillig stond tegenover zijn Engelse troonopvolging, uit de wereld te helpen. In 1715 werd Campbell lord-lieutenant (stadhouder) van Berwickshire en richtte, toen in datzelfde jaar een opstand uitbrak, daar een militia op bestaande uit 400 man, om de Hannoveraanse troonsbestijging veilig te stellen.
In 1715 werd hij ook gekozen tot ambassadeur aan het hof in Kopenhagen, welke functie hij tot het voorjaar van 1721 zou bekleden. In 1722 werd hij voorgedragen als een van de Britse ambassadeurs op het Congres van Cambrai.
Toen zijn vader op 1 augustus 1724 overleed, volgde hij hem op als graaf van Marchmont, en op 10 maart 1725 werd hij in Cambrai opgenomen in de Orde van de Distel. In het jaar daarop werd hij lid van de Britse Geheime Raad en in 1727 gekozen als lid van het Britse Hogerhuis.
Hij overleed in Londen op 27 december 1740 en werd op 17 maart daaropvolgend begraven in het Canongate-kerkhof in Edinburgh. Hij liet vier zoons en vier dochters na en werd opgevolgd door zijn derde zoon, Hugh. Deze Hugh overleed in 1794 zonder mannelijke nakomelingen voortgebracht te hebben, waardoor de titel 'graaf van Marchmont' uitstierf.